# Hugo d'Oignies
Hugo d'Oignies (fin XIIe siècle - début XIIIe siècle) est le dernier des grands orfèvres de l'art mosan. Il est un brillant représentant de l'école de l'Entre-Sambre-et-Meuse. Dans son œuvre, la figure humaine s'efface devant la virtuosité technique avec laquelle l'artiste traite le décor à filigranes, le sertissage délicat des cabochons. Au revers de ses phylactères, notamment pour la représentation du Christ en majesté, il adopte de plus en plus le style de la statuaire des grandes cathédrales françaises.

## Biographie
C'est au prieuré d'Oignies, fondé par son frère Gilles de Walcourt en 1190, qu'œuvre frère Hugo. Il y réalise des objets liturgiques (ostensoirs, calices, reliquaires, croix) qui sont des chefs-d'œuvre d'orfèvrerie. Du frère Hugo lui-même, nous connaissons peu de choses. C'est seulement à partir de 1228 que l'on peut dater des œuvres créées au prieuré. Entre la fondation de celui-ci en 1190 et cette date, nous ne savons pas ce que fait Hugo. Il sait lire et écrire, ce qui n'est pas toujours le cas à l'époque. Il est orfèvre, scribe et miniaturiste. Il a signé plusieurs de ses œuvres et s'est même représenté dans certaines.